# Manhunt (joc video)
Manhunt este un joc video stealth de groază și supraviețuire dezvoltat de Rockstar North și publicat de Rockstar Games. A fost lansat pentru PlayStation 2 pe 18 noiembrie 2003 și pentru Xbox și PC pe 20 aprilie 2004 în America de Nord, iar ulterior și în Europa, pe 21 noiembrie 2003 pentru PlayStation 2, și pe 23 aprilie 2004 pentru Xbox și PC. Pe 14 mai 2013, jocul a fost lansat și pentru PlayStation 3, prin intermediul PlayStation Network.
Acțiunea jocului are loc în orașul fictiv Carcer City, în anul 2003, și urmărește povestea lui James Earl Cash, un deținut care urma să fie executat, dar este salvat de un fost producător de filme faimos numit Lionel Starkweather, care se ocupă acum de afaceri ilegale și îl forțează pe Cash să participe într-o serie de "jocuri" violente și macabre pentru cel mai nou film al său. Manhunt a avut parte de recenzii în general pozitive, criticii apreciind tonul întunecat și natura sa violentă, dar a fost și subietcul a numeroase controverse din cauza acestei violențe extreme, fiind unul dintre cele mai controversate jocuri video din toate timpurile. O continuare, Manhunt 2, a fost lansată în 2007, având parte de la fel de multe controverse.

## Gameplay
Manhunt este un joc video stealth de groază, jucat dintr-o perspectivă third person. Jocul cuprinde 20 de niveluri, numite "scene", precum și patru scene bonus. Obiectivul jucătorului în fiecare scenă este de a supraviețui omorând inamici, de cele mai multe ori într-un mod tăcut, deși unoeri jucătorul primește arme de foc. La finalul fiecărei scene, jucătorul primește o notă, de la una la cinci stele, în funcție de performanța lor. Pe dificulate normală (numită "Fetish"), pot fi obținute maximum patru stele: una pentru terminarea nivelului sub un anumit timp limită, iar celelate în funcție de brutalitatea cu care au fost executați inamicii. Pe dificultatea grea (numită "Hardcore"), pot fi obținute cinci stele: una pentru terminarea nivelului, una pentru viteză, și celelate pentru brutalitate.
Pentru a realiza execuții, jucătorul trebuie să se apropie de inamici din spate, fără a fi observat. Pentru a facilita acest lucru, fiecare scenă este plină de locuri întunecate în care jucătorul se poate ascunde, mai puțin în cazul în care a fost văzut de inamici ducându-se acolo. Jocul are trei tipuri diferite de execuții, unul mai violent ca celălalt: execuțiile "pripite" sunt rapide și nu foarte sângeroase; cele "violente" sunt ceva mai sângeroase; iar cele "macabre" sunt exagerate și extrem de violente. Jucătorul poate alege oricând pe care dintre cele trei tipuri de execuții să le folosească. Când se apropie de un inamic, un indicator va arăta o culoare diferită în funcție de tipul de execuție: alb, galben sau roșu.
Pe parcursul jocului, jucătorul poate utiliza diferite arme, precum pungi de plastic, bâte de baseball, răngi și cuțite. Mai târziu în joc, devin disponibile și câteva arme de foc (care nu pot fi folosite pentru execuții). Dacă jucătorul este rănit, atunci nivelul său de viață va scădea, dar poate fi crescut la loc folosind analgezice găsite prin nivel. De asemenea, există un nivel de rezistență, care scade când jucătorul aleargă, dar crește la loc când stă pe loc. Pentru versiunile de PlayStation 2 și Xbox ale jocului, jucătorul poate folosi un microfon inclus pentru a face sunete care influențează jocul, distrăgând inamicii.

## Povestea
În 2003, în Carcer City, o jurnalistă vobește despre deținutul James Earl Cash, care urmează să fie executat printr-o injecție letală. Totuși, Cash este în schimb sedat și este trezit de o vocea unui bărbat necunoscut care își spune singur "Directorul", ce îi dă instrucțiuni prin intermediul unei căști. Directorul îi promite lui Cash libertatea dacă face ce îi spune, și îl trimite să omoare "Vânători" - membrii de bande stradale care încearcă să-l ucidă - în diferite zone ale orașului, unde este filmat. După ce îi omoară pe "Hoods", o bandă de ofițeri de poliție corupți care patrulează o zonă abandonată din Carcer City, Cash este răpit de Cerberus, o unitate de mercenari care lucrează ca forța de securitate privată a Directorului, și forțat să omoare numeroase alte bande în zone abandonate pentru a-i satisface dorințele Directorului, printre care "Skinz" (o bandă de neo-naziști), "Wardogs" (o forță semi-militară care folosesc familia lui Cash drept momeală) și "Innocentz" (împărțiți în "Skullyz" - gangsteri oculți - și "Babyfaces" - perverși demenți). După ce descoperă că Directorul i-a omorât familia, Cash jură răzbunare.
După ce îi înfruntă pe "Smileys" (un grup de pacienți de la un azil de nebuni) în azilul acestora, Cash este pus să-l urmeze pe "Iepurele Alb", un om într-un costum de iepure, până când Directorul îl trădează pentru "scena finală" a filmului său. Cash supraviețuiește și scapă din azil după ce îl omoară pe Iepurele Alb, forțându-l pe Director să trimită ce a mai rămas din Wardogs, conduși de Ramez, să-l găsească și omoare. Ramez îl prinde pe Cash și decide să se joace un joc de-a șoarecele și pisica cu el, dar Cash reușește să-i omoare pe Ramez și pe oamenii săi. El este apoi salvat de jurnalista de mai devreme, care îi dezvăluie că Directorul este Lionel Starkweather, un fost producător de filme faimos din Los Santos care acum produce filme pornografice și de groază, ce implică omorârea unor persoane adevărate. Jurnalista a adunat evidențe incriminatorii împotriva lui Starkweather și acum are suficiente pentru a-l expune, dar are nevoie să le ia din apartamentul ei. Între timp, Starkwearther îl șantajează pe Gary Schaffer, șeful corupt al poliției din Carcer City, să trimită oamenii să-i areste pe Cash și pe jurnalistă, dar Cash reușește să o protejeze pe aceasta de poliție, înainte de a pleca să se ocupe de Starkweather.
Cash se luptă cu polițiști și echipe SWAT trimise după el prin rețele de metrou și pe străzi, până când este încolțit. El este aproape executat sumar, dar polițiștii sunt omorâți de membri Cerberus, care îl recapturează pe Cash și îl aduc la conacul lui Starkweather, unde acesta este din nou aproape executat. Cerberus sunt distrași când Piggsy, un ucigaș bolnav mental înarmat cu o drujbă și care poartă capul unui porc drept mască, scapă din podul conacului, unde era ținut legat cu lanțuri. Cash scapă și omoară membrii Cerberus prin conac, înainte de-al înfrunta pe Piggsy, care moare după ce este păcălit de Cash să stea pe o un grătar care cedează sub greutatea lui. Cash îl confruntă apoi pe Starkweather și îl ucide folosind drujba lui Piggsy.
Mai târziu, media și autoritățile sosesc la conac. Jurnalista folosește evidențele găsite pentru a-i expune crimele lui Starkweather, printre care și complicitate sa cu poliția, astfel încât Schaffer este acuzat penal de corupție. Cu toate acestea, Cash nu este nicăieri de găsit.

## Dezvoltare
Rockstar North, studioul de dezvoltare scoțian al lui Rockstar Games, care a lucrat la seria Grand Theft Auto, a început dezvoltarea lui Manhunt in 2000, folosind motorul grafic RenderWare, care a fost utlizat anterior pentru câteva dintre jocurile Grand Theft Auto. În septembrie 2003, GamesMaster a publicat un preview al lui Manhunt, comentând "[Rockstar North] și-au folosit imaginația rămasă pentru a schimba și mai mult felul în care jocurile sunt create în viitor și livrează un asalt cioplit, lipsit de scuze asupra standardele jocurilor video. [...] posedă o subtilitate discretă care te face să te întrebi de realitatea jocului... Se creează o experiență stearpă, dură, violentă și apoi o străpunge cu ceva halucilogen și cu umor negru... "
Multe publicații, inclusiv reviste și site-uri, precum GameSpy, GameSpot și IGN, au previzualizat Manhunt la sfârșitul anului 2003 spre începutul lui 2004, atunci când jocul a fost lansat pe Microsoft Windows și Xbox. Rockstar a lansat, de asemenea, marfă exclusiva, precum ediții limitate și bonusuri pentru pre-comandare, cum ar fi coloana sonoră oficială, o figurină cu Piggsy și un schimbător de voce portabil. 
Versiunea de PlayStation 2 a jocului a devenit valabilă pentru PlayStation 3 pe 14 mai 2013, la categria PS2 Classics de pe PlayStation Network. A fost ulterior lansată și pentru PlayStation 4 pe 22 martie 2016. 

## Recepție
Manhunt a avut parte de recenzii, în general, favorabile. Versiunea de PlayStation 2 a jocului are în prezent un scor de 77% și 76% pe site-ul agregator de recenzii GameRanking, respectiv Metacritic.
Tonul nihilist și întunecat al jocului și natura sa violentă au fost nominalizate de mai multe critici drept ceva unic în lumea jocurilor video. GameSpot a concluzionat că, "fie că vă place sau nu, jocul crește standardul de violență în jocuri video și arată nenumărate scene de masacru, puternic stilizate." Game Informer a lăudat îndrăzneala jocului și capacitățile tehnice competente, precizând că "este o premisă înfricoșătoare care plasează jucătorii într-un impas psihologic. Crimele pe care le comit sunt de nedescris, dar gameplay-ul care duce la aceste acte oribile să se simtă atât de feroce și palpitante." IGN a complimentat provocare jocului de ansamblu, numindu-l o "experiență solidă și profundă pentru jucătorii experimentați care doresc niște jocuri hardcore, provocatoare." WatchMojo.com a plasat jocul pe locul 6 în "Top 10 Jocuri Rockstar Games", numindu-l "cel mai controversat joc al studioului până în prezent", adăugând că "dacă ai stomacul pentru acesta, experiența stealth tensionată este foarte înveselitoare de la început până la sfârșit."
Chicago Tribune a complimentat în mod particular jocul, spunând că a marcat un moment important în istoria jocurilor video.
Versiunea de PS2 a jocului a avut parte de câteva critici. Anumite elemente de gameplay, precum armele de foc, au fost numite "frustrante" de Eurogamer, care a susținut că "în mai mult de jumătate din timp, armele refuză să recunoască un inamic, până când acesta este practic în fața ta." GameSpot a spus că "Inteligența artificială este mult mai rea decât în nivelurile care pun accent pe acțiune." 1UP.com a spus că jucătorii pot deveni rapid "obosiți de violență  [...] glitch-urile inteligenței artificiale și design-ul reptetiv al nivelurilor." 

## Controverse
Controversele cu privire la joc au fost, în mare parte, legate de natura sa grafică la nivelul execuțiilor. În 2007, un fost angajat Rockstar numit Jeff Williams a dezvăluit că echipa de dezvoltare a jocului s-au simțit la rândul lor oarecum necomfortabil cu privire la nivelul de violență; "aproape a fost o revoltă în cadrul companiei cu privire la joc". Williams a explicat că jocul "pur și simplu ne-a dezgustat. Era vorba doar de violență, violență realistă. Cu toții știam că nu puteam doar să explicăm jocul. Nu era nicio cale să fim raționali cu privire la el. Întreceam o limită."
Violența jocului a atras atenția Reprezentatului U.S. Joe Baca, care era sponzorul legilslației de a-i amenda pe cei care vând jocuri destinate adulților minorilor sub 17 ani. Baca a spus că Manhunt "învață copiii cum să omoare pe cineva folosind metode violente, sadice și nemiloase." Media a fost, de asemenea, atrasă în dezbatere, Spre exemplu, The Globe și Mail au spus "Manhunt este o deconectare venală pentru acest gen. Nu este nicio provocare, doar masacru ritualistic. Nu este un joc video cât este o armă de disrugere personală. Este vorba despre crearea unui morman de cadavre. Probabil cel mai infricoșător lucru este că Manhunt este atât de simplu în cât orice copil inteligent de 12 ani poate explora întregul joc deodată."
Scriitorul Ben Rayner de la Toronto Star, în schimb, a lăudat relevanța jocului, apărându-i natura grafică și violentă ca fiind doar un produs al timpului, și criticând cerințele de a fi interzis.

### Statutul legal
În Noua Zeelandă, jocul a fost interzis pe 11 decembrie 2003 și a fost declarat că posesia acestuia este considerată o infracțiune. Bill Hastings, șeful Cenzor, a declarat că Manhunt "este un joc în care singurul lucru pe care îl faci este să ucizi tot ce vezi [...] Trebuie cel puțin să accepți aceste crime și, eventual, să le tolereze, sau chiar mai mult, să te bucuri de ele, ceea ce este dăunător pentru binele public." În Canada, în urma unei întâlniri la Toronto pe 22 decembrie 2003 între Hastings și oficiali de la Ministerul Ontario de Consum și Servicii de Afaceri, Manhunt a devenit primul joc pe calculator în Ontario să fie clasificat ca un film și a fost restricționat la categoria adulți pe 3 februarie 2004. În afară de Ontario, totuși, Manhunt nu a avut prea multe probleme în America de Nord. Biroul de Clasificare de Filme de la British Columbia a revizuit jocul după controversa din Ontario și considerat ratingul "Matur" de la ESRB să fie adecvat.
În Germania, Amtsgericht-ul din Munchen a confiscat toate copiile lui Manhunt pe 19 iulie 2004 pentru încălcarea § 131 StGB ("reprezentare a violenței"). Potrivit instanței, jocul prezintă uciderea de oameni ca ceva distractiv și încurajează ideea justițiarilor, ceea ce este considerat dăunător. În Australia, jocul a fost clasificat ca "refuzat" pe 28 septembrie 2004 de catre Consiliul Recenzor de Clasificare, în ciuda faptului că deja se vânduse în țară timp de aproape un an. De asemenea, a primit o clasificare de MA15 + (de la 15 ani în sus). În Rusia, jocul a fost scos de pe Steam după un incident cu Dmitri Vinogradov în Moscova pe 13 noiembrie 2012.